# 載帛
奉恩輔國公載帛（1853年11月5日—1913年2月26日），閒散宗室奕協第一子，母妻烏佳氏，其父為烏松山，寧郡王系第七代。
他在咸豐三年十月（1791年）出生，同治五年十二月（1866年）接替被廢的族兄載泰成為寧郡王第七代，但因為寧郡王並非世襲罔替的爵位，因此他的封爵只是奉恩輔國公。
民國三年正月（1913年）他去世，虛齡六十一岁，由長子溥琳襲封寧郡王系第八代，不過不再遞降，仍舊是奉恩輔國公。